# Wolfgang Loitzl
Wolfgang Loitzl (Bad Ischl, 13 gennaio 1980) è un ex saltatore con gli sci austriaco.

## Biografia
Campione del mondo juniores dal trampolino corto nel 1998, in Coppa del Mondo esordì il 6 gennaio 1997 nella quarta tappa del Torneo dei quattro trampolini di Bischofshofen (41°), ottenne il primo podio il 25 gennaio 2000 nella gara a squadre di Hakuba (3°) e la prima vittoria il 27 gennaio 2002 nella gara a squadre di Sapporo. Prima del Torneo dei quattro trampolini 2008-2009 Loitzl vantava numerosi podi e diversi successi a squadre in Coppa del Mondo, ma nessuna vittoria individuale; dopo il podio ottenuto a Oberstdorf, prima tappa del Torneo, inanellò tre vittorie (Garmisch-Partenkirchen, Innsbruck e Bischofshofen) vincendo la classifica finale della 57ª edizione del torneo, precedendo lo svizzero Simon Ammann e l'austriaco Gregor Schlierenzauer.
In carriera prese parte a due edizioni dei Giochi olimpici invernali, Salt Lake City 2002 (4° nella gara a square) e Vancouver 2010 (11° nel trampolino normale, 10° nel trampolino lungo, 1° nella gara a squadre), a sei dei Campionati mondiali, vincendo otto medaglie, e a tre dei Mondiali di volo, vincendo due medaglie.
Annunciò il ritiro dalle competizioni durante la stagione 2014-2015.

## Palmarès

### Olimpiadi
- 1 medaglia:
  - 1 oro (gara a squadre a Vancouver 2010)

### Mondiali
- 8 medaglie:
  - 7 ori (gara a squadre dal trampolino normale a Lahti 2001; gara a squadre dal trampolino normale, gara a squadre dal trampolino lungo a Oberstdorf 2005; gara a squadre a Sapporo 2007; trampolino normale, gara a squadre a Liberec 2009; gara a squadre dal trampolino lungo a Val di Fiemme 2013)
  - 1 bronzo (gara a squadre dal trampolino lungo a Lahti 2001)

### Mondiali di volo
- 2 medaglie:
  - 1 oro (gara a squadre a Planica 2010)
  - 1 bronzo (gara a squadre a Planica 2004)

### Mondiali juniores
- 2 medaglie:
  - 1 oro (K95 a Sankt Moritz 1998)
  - 1 bronzo (gara a squadre a Canmore 1997)

### Coppa del Mondo

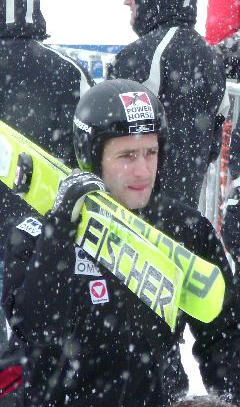
Loitzl durante la tappa di Coppa del Mondo di Zakopane del 27 gennaio 2008

- Miglior piazzamento in classifica generale: 3º nel 2009
- 47 podi (20 individuali, 27 a squadre):
  - 14 vittorie (4 individuali, 10 a squadre)
  - 18 secondi posti (9 individuali, 9 a squadre)
  - 15 terzi posti (7 individuali, 8 a squadre)

#### Coppa del Mondo - vittorie
| Data             | Località               | Nazione   | Trampolino                                                                                |
| ---------------- | ---------------------- | --------- | ----------------------------------------------------------------------------------------- |
| 27 gennaio 2002  | Sapporo                | Giappone  | Ōkurayama K120 (con Stefan Horngacher, Martin Koch e Andreas Widhölzl)                    |
| 12 febbraio 2005 | Pragelato              | Italia    | Stadio del Trampolino HS140 (con Andreas Widhölzl, Thomas Morgenstern e Martin Höllwarth) |
| 11 febbraio 2007 | Willingen              | Germania  | Mühlenkopf HS145 (con Andreas Kofler, Arthur Pauli e Gregor Schlierenzauer)               |
| 1º gennaio 2009  | Garmisch-Partenkirchen | Germania  | Große Olympiaschanze HS140                                                                |
| 4 gennaio 2009   | Innsbruck              | Austria   | Bergisel HS130                                                                            |
| 6 gennaio 2009   | Bischofshofen          | Austria   | Paul Ausserleitner HS140                                                                  |
| 16 gennaio 2009  | Zakopane               | Polonia   | Wielka Krokiew HS134                                                                      |
| 7 febbraio 2009  | Willingen              | Germania  | Mühlenkopf HS145 (con Thomas Morgenstern, Markus Eggenhofer e Andreas Kofler)             |
| 7 marzo 2009     | Lahti                  | Finlandia | Salpausselkä HS130 (con Martin Koch, Thomas Morgenstern e Gregor Schlierenzauer)          |
| 14 marzo 2009    | Vikersund              | Norvegia  | Vikersundbakken HS207 (con Martin Koch, Thomas Morgenstern e Gregor Schlierenzauer)       |
| 27 novembre 2009 | Kuusamo                | Finlandia | Rukatunturi HS142 (con Andreas Kofler, Gregor Schlierenzauer e Thomas Morgenstern)        |
| 30 gennaio 2010  | Oberstdorf             | Germania  | Heini Klopfer HS213 (con Andreas Kofler, Gregor Schlierenzauer e Martin Koch)             |
| 27 novembre 2010 | Kuusamo                | Finlandia | Rukatunturi HS142 (con Thomas Morgenstern, Andreas Kofler e Gregor Schlierenzauer)        |
| 27 novembre 2011 | Kuusamo                | Finlandia | Rukatunturi HS142 (con Andreas Kofler, Gregor Schlierenzauer e Thomas Morgenstern)        |

#### Torneo dei quattro trampolini
- Vincitore del Torneo dei quattro trampolini nel 2009
- 5 podi di tappa[3]:
  - 3 vittorie
  - 2 secondi posti

#### Nordic Tournament
- 1 podio di tappa[3]:
  - 1 terzo posto

### Campionati austriaci
- 13 medaglie[4]:
  - 3 ori (NH K100 nel 2008; HS94 a squadre nel 2012; HS140 nel 2013)
  - 3 argenti (NH, LH nel 2006; HS94 nel 2011)
  - 7 bronzi (K120 nel 1999; K105 nel 2001; K90 nel 2002; K90 nel 2005; NH K98, LH K140 nel 2007; LH K140 nel 2008)